# Henry M. Hake
Henry Mendelssohn Hake (* 30. Januar 1892 in London; † 4. April 1951 ebenda) war ein britischer Kunsthistoriker.
Henry Hake besuchte die Westminster School und studierte am Trinity College in Cambridge. 1914 wurde er Assistent am Department of Prints and Drawings des British Museum. Ab 1915 nahm er als Leutnant am Ersten Weltkrieg teil und kehrte 1919 an das British Museum zurück. Von 1927 bis zu seinem Tode war er Direktor der National Portrait Gallery.
Er wurde als Commander of the Order of the British Empire (1933), Officer of the Order of Saint John (1942) und Knight Bachelor (1947) ausgezeichnet.

## Veröffentlichungen (Auswahl)
- Catalogue of engraved British portraits preserved in the Department of Prints and Drawings in the British Museum. Bd. 5 (mit Freeman O’Donoghue) London 1922; Bd. 6, London 1925.
- The English historic portrait. Document and myth. Gumberlege, London 1943.